# Catalina de Lorena (1573-1648)
Catalina de Lorena (Palacio de los duques de Lorena, 3 de noviembre de 1573 - Vosgos, 7 de marzo de 1648) fue princesa de Lorena por nacimiento, y luego abadesa de Remiremont.

## Biografía
Catalina nació en el palacio de los duques de Lorena en Nancy, la capital del ducado de Lorena. Era la séptima hija de Carlos III de Lorena, y su esposa, Claudia de Francia, hija del rey Enrique II de Francia y Catalina de Médici. Su madre murió tras dar a luz en 1575, cuando Catalina tenía un año y medio.
Catalina era muy religiosa y rechazó un posible matrimonio con el futuro Fernando II de Habsburgo.
En 1602, a los 29 años, se convirtió en coadjutora de la abadía de Remiremont en Vosgos, y en 1612 fue nombrada abadesa. Isabel de Salm, la abadesa anterior, renunció a su puesto por Catalina.
Remiremont era una de las más importantes e ilustres abadías de Francia, y estaba estrechamente relacionada con la Casa de Lorena. Catalina se convirtió en coadjuntora de su sobrina, Margarita de Lorena, quien perdió a su madre en 1627 y fue enviada a vivir con Catalina en Remiremont. Margarita acabaría siendo duquesa de Orleans como esposa de Gastón de Orleans, hermano menor del rey Luis XIII de Francia.
En 1638, en plena guerra de los Treinta Años, las tropas de Enrique de la Tour d'Auvergne-Bouillon ocuparon Remiremont por un mes. Al año siguiente, Catalina consiguió la neutralidad de Vosgos.
Catalina murió el 7 de marzo de 1648, a los 74 años. A su muerte, su sobrina-nieta Isabel Margarita de Orleans le sucedió como abadesa de Remiremont bajo la regencia de sus padres, el duque y la duquesa de Orleans.